# الانتخابات العامة في مالاوي 2020
من المقرر إجراء الانتخابات العامة في مالاوي بحد أقصى يوم 2 يوليو 2020. وذلك بعدما قضت المحكمة الدستورية بإلغاء نتائج الانتخابات العامة 2019.

## خلفية
وفق النتائج الأولية للانتخابات العامة التي جرت في مايو 2019، فقد تم إعادة انتخاب الرئيس الحالي بيتر موثاريكا، رئيس الحزب الديمقراطي التقدمي (DPP)، بنسبة 39٪ من الأصوات، حيث هزم لازاروس تشاكويرا من حزب مؤتمر مالاوي (35٪) وساولوس تشيليما من حركة التحول المتحد (20٪). وظل الحزب الديمقراطي التقدمي أيضا أكبر حزب في الجمعية الوطنية، حيث حصل على 62 من أصل 193 مقعدا. ولكن تم الطعن في النتائج من قبل تشاكويرا وتشيليما في المحكمة، وفي 3 فبراير 2020، ألغت المحكمة الدستورية نتائج الانتخابات، مشيرة إلى مخالفات واسعة النطاق، وأمرت بإجراء انتخابات جديدة في غضون 150 يومًا.

## النظام الانتخابي
نتيجة لحكم المحكمة الدستورية، سيتم انتخاب رئيس مالاوي باستخدام نظام الدورتين، ليحل محل النظام السابق الذي كان يقضي بفوز "الأكثر أصواتا". يتم انتخاب أعضاء الجمعية الوطنية البالغ عددهم 193 عضوًا عن طريق التصويت بطريقة «فوز الأكثر أصواتًا» في الدوائر الانتخابية ذات العضو الواحد.

## المرشحون
قدم لازاروس تشاكويرا وبيتر كواني ترشيحيهما في 6 مايو 2020. قدم بيتر موثاريكا ترشيحه في اليوم التالي ، مع أتوبيلي مولوزي كرئيس له.

## استطلاعات الرأي
أظهر استطلاع أجرته IPOR مالاوي أن 53 ٪ من المشاركين توقعوا فوز Lazarus Chakwera في الانتخابات ، بينما توقع 31 ٪ فوز موثاريكا.
على المستوى الوطني ، وفقا للاستطلاعات ، فإن 51 ٪ سيصوتون لشاكويرا ، في حين أن 33 ٪ لمثاريكا و 0.2 ٪ لبيتر كواني.
اقترح استطلاع آخر أجرته Afrobarometer أن تشاكويرا كان على الأرجح للفوز في الانتخابات.

## النتائج
| المرشح                  | المرشح                  | الحزب                             | عدد الأصوات | %     |
| ----------------------- | ----------------------- | --------------------------------- | ----------- | ----- |
|                         | لازاروس مكارثي          | حزب المؤتمر الملاوي               | 2,604,043   | 59.34 |
|                         | بيتر موثاريكا           | الحزب الديمقراطي التقدمي (مالاوي) | 1,751,877   | 39.92 |
|                         | بيتر كواني              | حركة مباكوواكو من أجل التنمية     | 32,456      | 0.74  |
| أصوات فارغة / غير صالحة | أصوات فارغة / غير صالحة | أصوات فارغة / غير صالحة           | 57,323      | –     |
| المجموع                 | المجموع                 | المجموع                           | 4,445,699   | 100   |
| ناخبون مسجلون / إقبال   | ناخبون مسجلون / إقبال   | ناخبون مسجلون / إقبال             | 6,859,570   | 64.81 |
| المصدر: MEC             |                         |                                   |             |       |